# 킹 바고

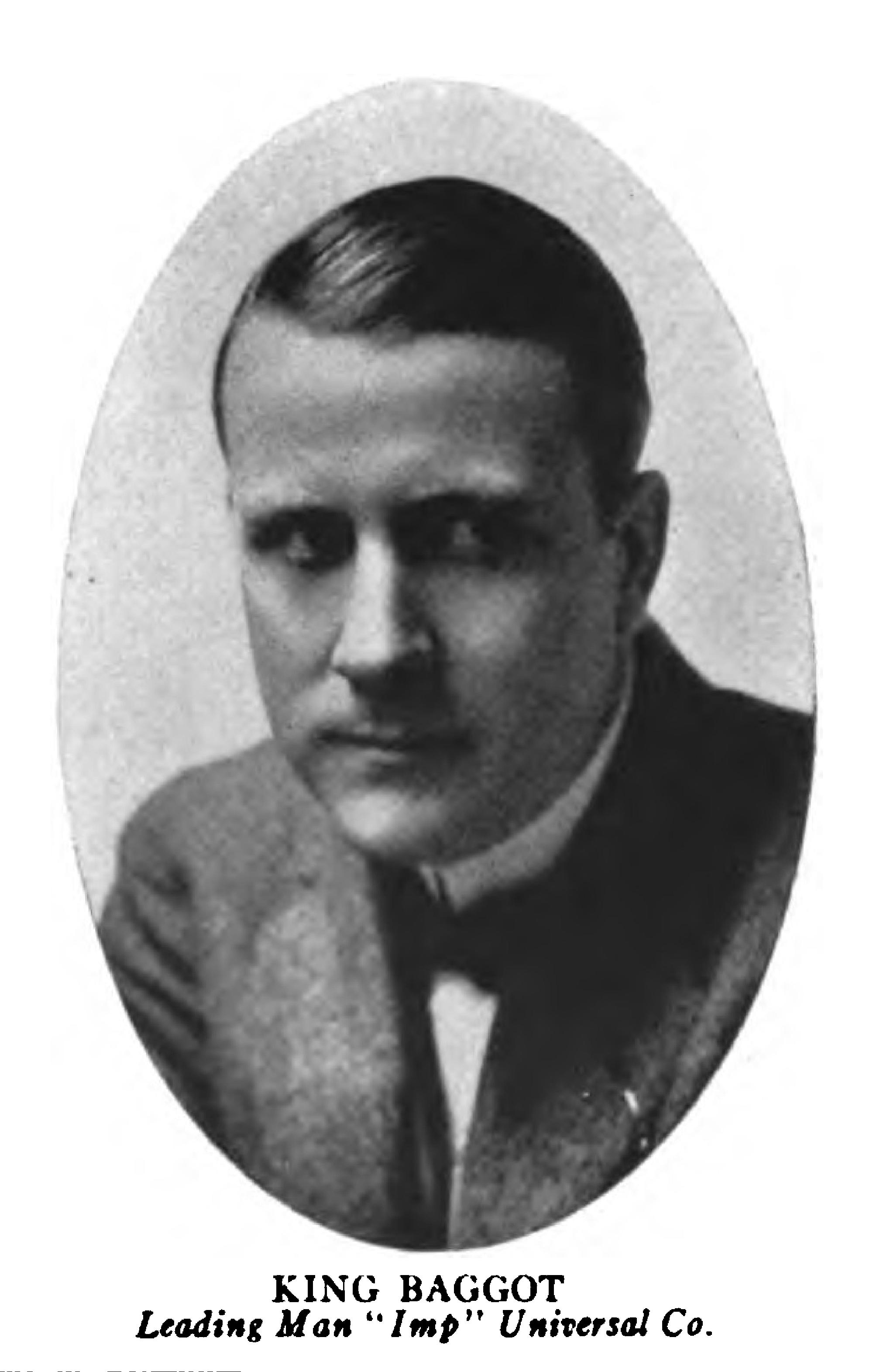

킹 바고(King Baggot, 1879년 11월 7일 ~ 1948년 7월 11일)는 미국의 배우, 각본가, 영화 감독, 축구 선수이다.
세인트루이스에서 태어났으며 로스앤젤레스에서 사망하였다. 사인은 뇌졸중이다.

## 영화
- 홀리데이 인 멕시코 (1946년)
- 스윙 피버 (1943년)
- 리오 리타 (1942년)
- 컴 리브 위드 미 (1941년)
- 브로드웨이 멜로디 오브 1938 (1937년)
- 검은 고양이 (1934년)